# Manifeste du Surréalisme

André Breton (um 1924)

Das Manifeste du Surréalisme (Manifest des Surrealismus) ist ein 1924 und als Nachdruck um ein Vorwort ergänztes 1929 in Paris veröffentlichtes Manifest von André Breton. 1930 erschien das Second Manifeste du Surréalisme (Zweites Manifest des Surrealismus), nachgedruckt 1946. Ab 1962 wurden sie zusammen mit anderen Texten unter dem Titel Les Manifestes du Surréalisme veröffentlicht. Bretons Manifeste sind die intellektuellen Grundlagen des Surrealismus.

## Hintergrund
Ausgehend von der dadaistischen Bewegung in Paris war der Surrealismus eine revolutionäre Bewegung, die gegen die unglaubwürdigen Werte der Bourgeoisie antrat. Im Unterschied zum satirischen Dadaismus wurde im Surrealismus eine neuartige Sicht der Dinge, beeinflusst von Symbolismus, Expressionismus, Futurismus, den Schriften Lautréamonts, Arthur Rimbauds, Alfred Jarrys und den Theorien Sigmund Freuds propagiert. 
André Breton war eng mit der Entstehung der surrealistischen Bewegung in Frankreich verbunden. Zu Bretons grundsätzlichen Gedanken, die auch seine Anhänger teilten, gehörte die Auffassung, dass es keine objektiv gegebene äußere Wirklichkeit gibt. Breton veröffentlichte 1924 sein erstes Manifeste du Surréalisme in Paris und dominierte in der Folge die Bewegung. Für die Dauer der Bewegung blieb das Manifest maßgebend, im sogenannten „Zweiten surrealistischen Manifest“ von 1930 wurden nur geringfügige Änderungen vorgenommen.

## Beschreibung
1924 verfasste er das Manifest des Surrealismus, in dem er Surrealismus als einen „reinen psychischen Automatismus“ definierte: „Ich glaube an die künftige Auflösung dieser scheinbar so gegensätzlichen Zustände von Traum und Wirklichkeit in einer Art absoluter Realität, wenn man so sagen kann: Surrealität. Nach ihrer Eroberung strebe ich, sicher, sie nicht zu erreichen, zu unbekümmert jedoch um meinen Tod, um nicht zumindest die Freuden eines solchen Besitzes abzuwägen.“
– André Breton: Erstes Manifest des Surrealismus (1924)
1930 versuchte Breton im Zweiten Manifest des Surrealismus eine Neudefinition des Surrealismus als eine sozial-revolutionäre Bewegung: „Marx sagt, die Welt verändern. Rimbaud sagt, das Leben verändern.“ – Der Surrealismus sei die Synthese dieser beiden Ideen, er bekannte sich zur „sozialen wie zur psychischen Revolution.“
– André Breton: Zweites Manifest des Surrealismus (1930)